# HC Waddinxveen
HC Waddinxveen is een Nederlandse hockeyclub uit de stad Waddinxveen. 
Op 20 november 1968 werd de hockeyclub opgericht en werd er gespeeld op een knollenveld aan het Wilgenlaantje tussen Waddinxveen en Boskoop. Begin jaren '70 verhuisde men naar de Vondellaan naast de spoorlijn Gouda - Alphen aan den Rijn en waar de club voor het eerst de beschikking kreeg over een clubgebouw. In 1978 verhuisde de club naar de huidige locatie aan de Sniepweg. In september 2012 wordt het vernieuwde clubhuis geopend. In 2018 kreeg de club een waterveld en een semi-waterveld.
In het seizoen 2013/14 kwam het eerste hereneftal uit in de Derde klasse. Het eerste dameseftal speelt in de Vierde klasse. Na het seizoen 2017/18 promoveerde het herenelftal naar de Tweede klasse. 